# Joy Abu
Joy Abu (* 2. März 1999 in Kwara) ist eine nigerianische Leichtathletin, die sich auf den Hürdenlauf spezialisiert hat.

## Sportliche Laufbahn
Joy Abu studiert seit 2019 an der William Carey University in den Vereinigten Staaten und sammelte 2022 erste Erfahrungen bei internationalen Meisterschaften, als sie bei den Afrikameisterschaften in Port Louis in 60,84 s den achten Platz im 400-Meter-Hürdenlauf belegte und über 100 m Hürden mit 13,85 s in der ersten Runde ausschied. Zudem verhalf sie der nigerianischen 4-mal-100-Meter-Staffel zum Finaleinzug und trug so zum Gewinn der Goldmedaille bei.

## Persönliche Bestleistungen
- 100 m Hürden: 13,48 s (+1,0 m/s), 27. Mai 2022 in Gulf Shores
  - 60 m Hürden (Halle): 8,23 s, 5. März 2022 in Brookings
- 400 m Hürden: 57,78 s, 19. März 2022 in Auburn